# Johan Hendrik Baars

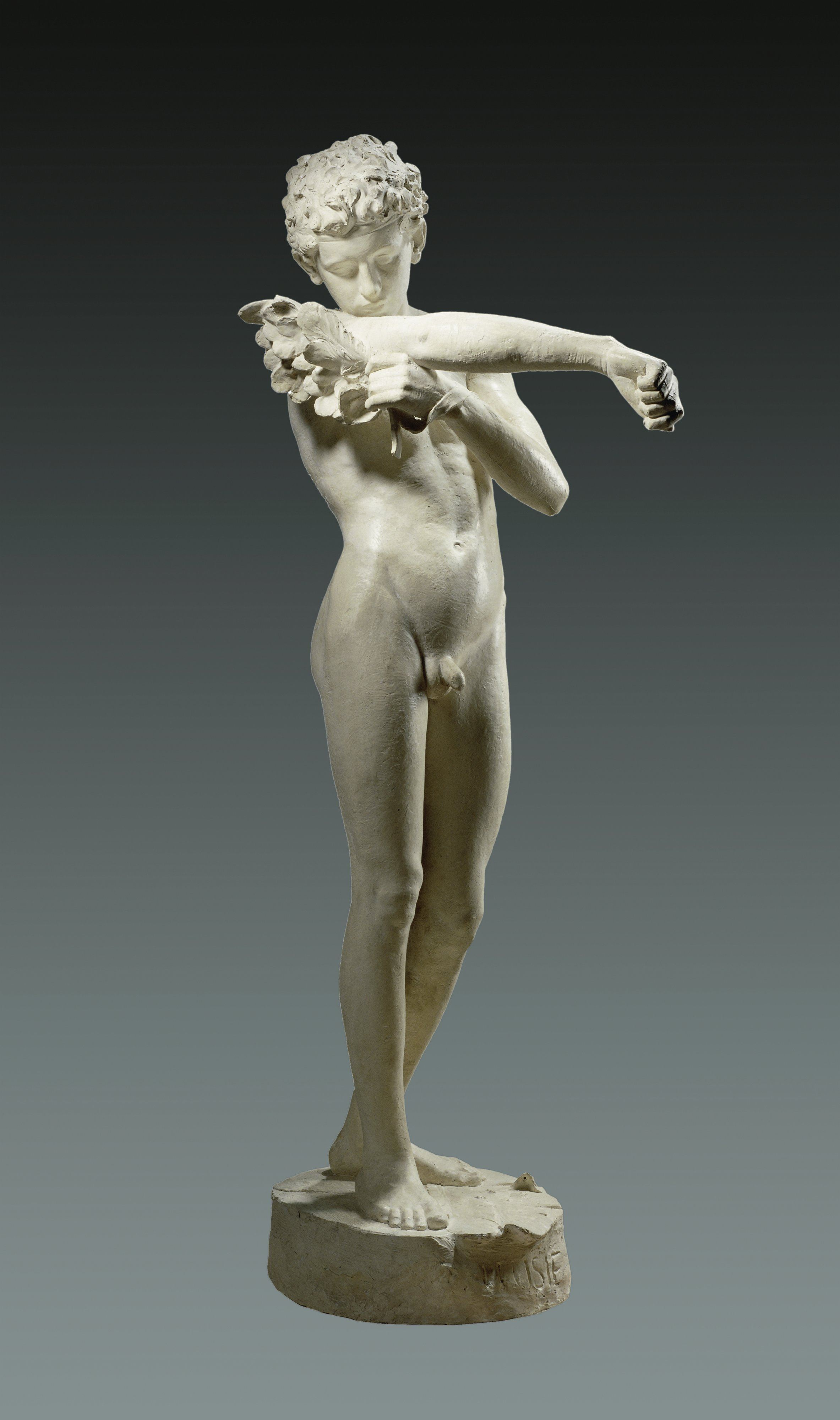
Illusie (1899),
collectie Rijksmuseum Amsterdam

Hendrikus Johannes Adrianus Baars (Amsterdam, 4 augustus 1875 – aldaar, 15 juni 1899) was een Nederlands beeldhouwer en medailleur.

## Leven en werk
Johan Hendrik Baars was een zoon van bankwerker Hendrikus Baars en Maria Fleur. Hij werd opgeleid bij Louis Bourgonjon en Bart van Hove aan de Kunstnijverheidsschool Quellinus, bij Ludwig Jünger aan de Rijksschool voor Kunstnijverheid en bij Ferdinand Leenhoff aan de Rijksakademie van beeldende kunsten. Baars en zijn verloofde Anna Maria Leverington (1871-1954) studeerden in 1897 af aan de Rijksschool, hij als decoratief beeldhouwer, zij als kunstnaaldwerkster. Ze trouwden een aantal maanden later en kregen één dochter. 
Penningen
Baars was vooral als medailleur actief. Hij maakte onder meer nieuwe, ronde draagpenningen 'voor menschlievend hulpbetoon' en 'voor verdiensten jegens 's Rijks Musea' (1897). In 1897 werd door koningin Emma een wedstrijd uitgeschreven voor een gedenkpenning ter gelegenheid van de inhuldiging van haar dochter Wilhelmina. De voorzijde moest het portret van Wilhelmina tonen, de keerzijde het koninklijk wapen of een symbolische of allegorische voorstelling. Voor het portret werd een foto ter beschikking gesteld. De inzendingen werden beoordeeld door een jury bestaande uit A.J. van Delden, H.J. de Dompierre de Chaufepié, J.Ph. van der Kellen, jhr. S.M.S. de Ranitz en jhr. mr. Victor de Stuers. en door beide vorstinnen. Van de 30 inzendingen werden de vier ontwerpen van Baars, C.J. Begeer, Bart van Hove (alleen voorzijde) en J. Kuyper (alleen keerzijde) bekroond, zij werden uitgenodigd een definitief ontwerp in te sturen. In de beslissende ronde kregen de ontwerpen van Van Hove (voorzijde) en Begeer (keerzijde) de eerste prijs, en die van Baars de tweede prijs (voor- en keerzijde). Hoewel hij niet de gedenkpenning mocht maken, kreeg hij van het ministerie van Binnenlandse Zaken de opdracht voor de inhuldiging een strooipenning te maken. De strooipenning werd niet letterlijk gestrooid, maar was in goud, zilver en brons te koop bij juweliers en goudsmeden. 
Van koningin Wilhelmina kreeg hij zijn laatste officiële opdracht: een prijspenning om uit te reiken bij tentoonstellingen en wedstrijden, zij heeft daarvoor geposeerd.
Baars zou in 1899 meedoen aan de Prix de Rome, maar overleed kort daarvoor. Zijn weduwe hertrouwde in 1902 met Chris Lebeau.
Werk van Baars is opgenomen in de collecties van onder andere het Amsterdam Museum, het Rijksmuseum Amsterdam en het Teylers Museum.

## Enkele werken
- 1897: draagpenningen 'voor menschlievend hulpbetoon' en 'voor verdiensten jegens 's Rijks Musea'.
- 1898: strooipenning bij de inhuldiging van koningin Wilhelmina. vz met portret van Wilhelmina door Baars, kz met oranjetak door J.P.M. Menger
- 1898: prijspenning van koningin Wilhelmina voor verdiensten aan Rijksmusea
- 1899: penning ter gelegenheid van het afscheid van Leenhoff als professor aan de Rijksakademie
- 1899: plaquette jhr. B.W.F. van Riemsdijk, hoofddirecteur van het Rijksmuseum
- 1899: prijspenning in opdracht van koningin Wilhelmina, vz het naar links gedraaid borstbeeld van de koningin, met diadeem en mantel, kz een gevleugelde vrouwenfiguur, terzijde een Oranjeboom met het wapen van Nederland. Geslagen bij de Munt in Utrecht.
- 1899: Illusie, opgenomen in de collectie van het Rijksmuseum Amsterdam

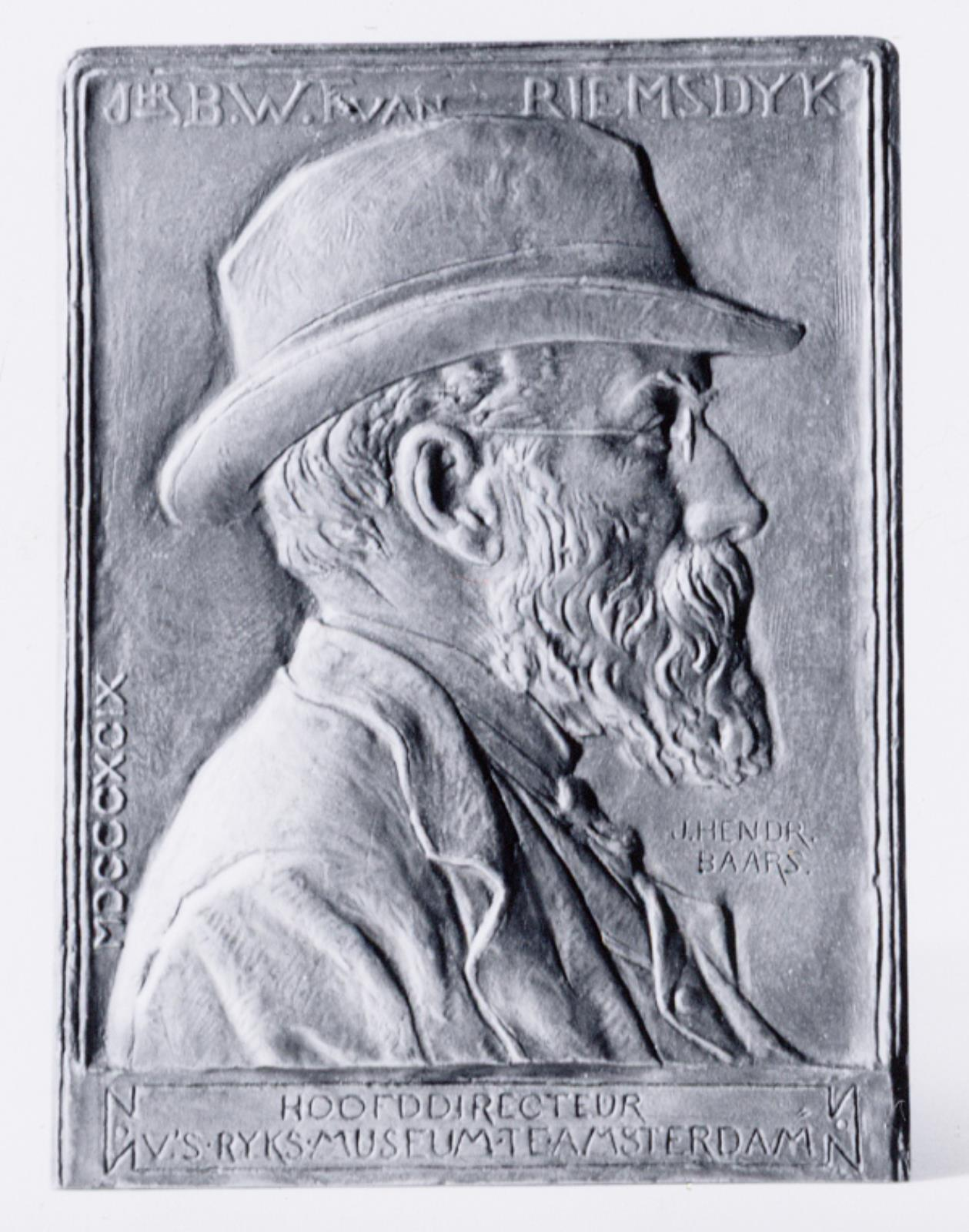
Van Riemsdijk
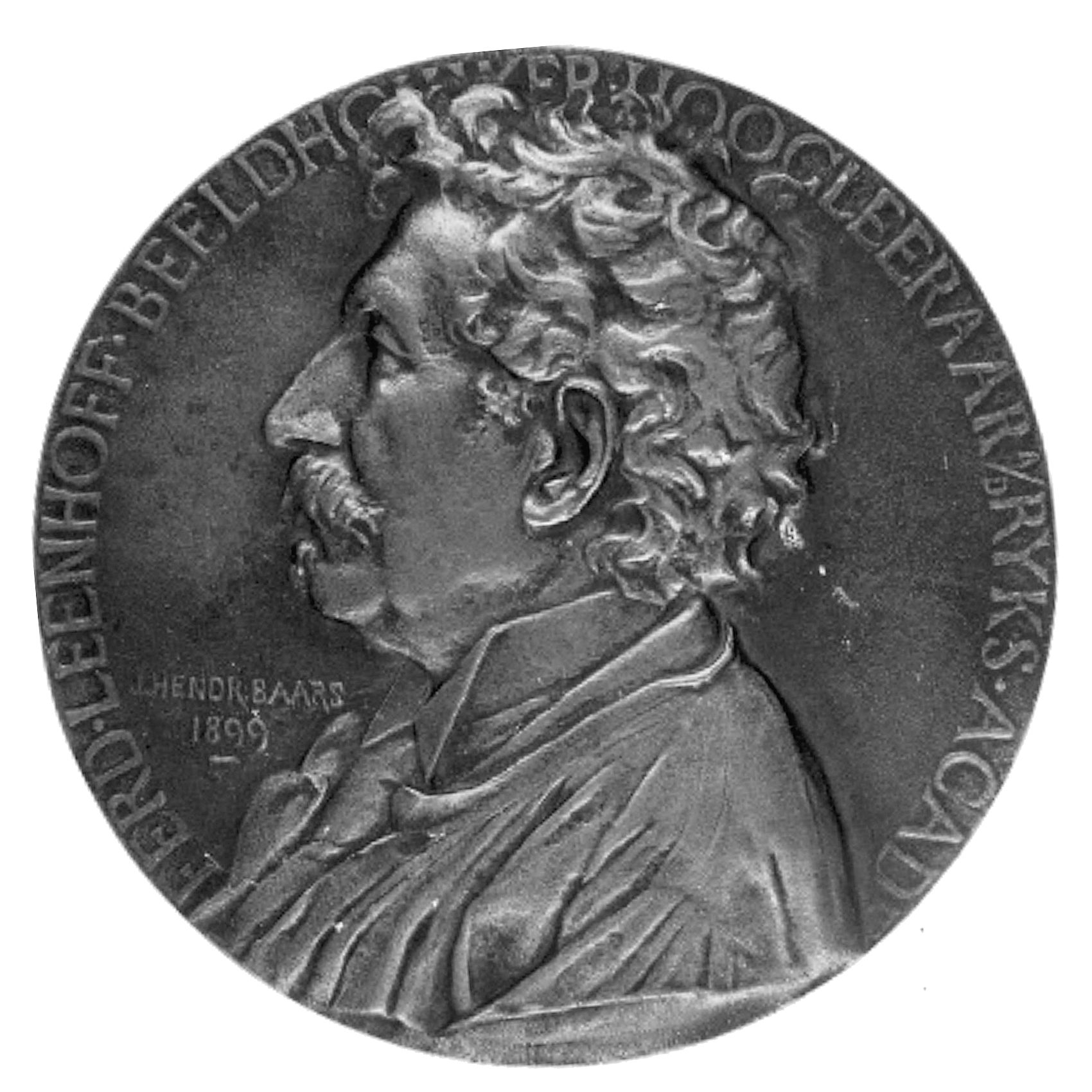
Leenhoff

- Biografisch Portaal: 15702530
- RKD-Nederlands Instituut voor Kunstgeschiedenis: 3238
- Virtual International Authority File: 5940164298341808630004